# Tricholosporum tetragonosporum
Tricholosporum tetragonosporum là một loài nấm trong họ Tricholomataceae. Found in Maroc, the species was first described as Tricholoma tetragonosporum by René Maire năm 1945, and transferred into Tricholosporum năm 2000.